# Force de Défense Haïtienne
Die Force de Défense Haïtienne sind die Streitkräfte von Haiti. Sie wurden 2011 neu wieder aufgestellt und seit 2017 in Dienst.

## Geschichte
Die ursprünglich im 19. Jahrhundert errichtete Armee war 1916 nach einer US-Invasion abgeschafft worden. Aus der Gendarmerie d’Haïti wurde 1928 die Garde d'Haïti. Diese wurde wiederum 1958 unter Duvalier in Forces Armées d’Haïti (FAd'H) umbenannt. 1996 schaffte Präsident Jean-Bertrand Aristide per Dekret das Militär ab, die Nationalpolizei (Police Nationale d’Haïti) PNH übernahm auch Verteidigungsaufgaben. Präsident Michel Martelly kündigte 2011 die Aufstellung der Force de Défense Haïtienne an.  Sie ist seit 2017 aktiv.